# Giuseppe Mazzariol
Giuseppe Mazzariol (Venezia, 16 aprile 1922 – Treviso, 4 settembre 1989) è stato un bibliotecario e storico dell'arte italiano.

## Biografia
In seguito al diploma di liceo classico, proseguì con gli studi iscrivendosi all'Università di Padova, allievo di Sergio Bettini, dove ottenne la laurea nel 1944 con una tesi sullo studio dell'architettura della Basilica di San Vitale di Ravenna. In questi anni fece la conoscenza di Arturo Martini, all'epoca docente all'Accademia di belle arti di Venezia, con il quale strinse una forte amicizia che lo condurrà ad una conoscenza più approfondita dell'arte contemporanea. Dal 1950 fu assistente volontario all'Istituto universitario di architettura di Venezia; conseguì nel 1952 il diploma di paleografia e dottrina archivistica all'Archivio di Stato di Venezia mentre l'anno dopo il diploma di perfezionamento in biblioteconomia alla Scuola storico-filologica delle Venezie all'Università di Padova.
Questo secondo diploma lo preparò al ruolo, dopo esserne stato assistente, di vicedirettore della Fondazione Querini Stampalia dal 1951 (di ruolo, per concorso, dal 1954), responsabile amministrativo dal 1956 e succedendo a Manlio Dazzi, direttore dal 1958 (di ruolo, per concorso, dal 1959), incarico lasciato da Mazzariol nel 1974 pur continuando a seguire le attività dell'istituto.
Dopo aver conseguito nel 1961 la libera docenza in Storia dell'arte moderna dal 1972 insegnò all'Università di Venezia e dal 1973 alla cattedra di Storia dell'arte contemporanea all'Università Ca' Foscari Venezia. Fu anche eletto direttore dell'Istituto di Discipline Artistiche (1974-1982), presidente della Facoltà di lettere e filosofia e membro del Consiglio di amministrazione dell'Ateneo (1976) oltre a fondare il Dipartimento di Storia e Critica delle arti, ora intitolato a suo nome, ricoprendo anche il ruolo di direttore (1984-1988).
Socio dell'Associazione italiana biblioteche da inizio anni Cinquanta, partecipando spesso ai relativi congressi, nel 1957 fu eletto nel Comitato regionale della Sezione del Veneto orientale; rieletto nel 1961, si dimise alla fine dell'anno dopo, durante l'allora crisi dalla Sezione, pur rimanendone socio negli anni successivi. Nel 1957 ispettore bibliografico onorario per i comuni della provincia di Venezia.
Fu inoltre promotore di diverse iniziative culturali tra le quali la fondazione, assieme a Renzo Camerino, del Corso Superiore di Disegno Industriale (1959), dell'isola degli Studi, del CoSES (Consorzio per lo sviluppo economico e sociale della provincia di Venezia) dove fu primo presidente e poi animatore (1968-1972), dell'Università Internazionale d'Arte e membro del Consiglio direttivo della Biennale di Venezia (1974-1978).
Oltre all'aspetto accademico, fu attivo in campo politico entrando nel Partito socialista italiano e ricoprendo il ruolo di Consigliere provinciale tra il 1956 e il 1970.
Durante la sua vita Mazzariol ebbe molte grandi amicizie con architetti e artisti, che si tradussero in svariate iniziative espositive, conferenze, corsi all'università e pubblicazioni: esperienze nate anche dal suo desiderio di trasformare Venezia in un centro dell'architettura contemporanea. Tra gli architetti e le opere di cui fu sostenitore vi furono Frank Lloyd Wright, il nuovo ospedale a San Giobbe di Le Corbusier (1964), il Palazzo dei Congressi di Louis Kahn (1968) e l'ampliamento della Fondazione Querini Stampalia di Carlo Scarpa.
Tra gli artisti, oltre ai già citati Bettini e Martini, vi fu anche lo scultore veneto Gino Cortelazzo per il quale curò il catalogo completo delle opere, intervenendo anche in vari eventi e mostre postumi ad esso dedicati.
Dopo la sua morte, molti gli hanno riconosciuto il titolo di maestro tributandogli attestati di affetto e di stima.

## Opere
I suoi circa 200 contributi spaziano dall'arte moderna alla contemporanea, dall'architettura all'urbanistica e alla bibliografia.
- Catalogo del fondo cartografico queriniano, 1959
- Pittura italiana contemporanea. Da Boccioni a Modigliani, da de Chirico a Soffici, da Sironi a Campigli, da Rosai a Morandi, e molti altri, Ist. Ital. Arti Graf., 1957
- Storia dell'arte italiana, 3 voll., Mondadori, 1961
- Mobili italiani del Seicento e del Settecento, Antonio Vallardi ed., 1964, con Terisio Pignatti
- Lo specchio obliquo. Il fumetto erotico fra Liberty e Pop Art, 1978, con Carlo Giuseppe Della Corte
- Grafica e pittura di Murer, 1978, con Andrea Zanotto
- William Congdon, 1981
- W. Congdon, 1981
- I palazzi del Canal Grande, 1983
- Virgilio Guidi, 1985, con Giulio Carlo Argan
- Guido Cadorin (1892-1976), 1987
- Zoran Music. Dipinti 1946-1952, 1988
- Bruno Saetti, 1988
- La Banca Popolare di Gemona. Con gli ultimi disegni di Carlo Scarpa, 1988
- Guido Cadorin (1892-1976), Mondadori Electa, 1988
- Zoran Music. Dipinti 1946-1952, L'affresco ed.,1988
- Carlo Scarpa. Opera completa, 1989
- Donatello. Le sculture al Santo di Padova, EMP, 1990
- Gino Cortelazzo, 1990, con AA. VV.
- Mario Deluigi. 1901-1978, 1991
- Interni veneziani, Imago, 1998
- Interni veneziani, 1998 (ediz. multilingue)
- Paläste in Venedig, 1999
- Lo spazio che siamo. La pittura di Giani Sartor, Seje, 2000
- Carlo Scarpa. Opera completa, 2001
- Carlo Scarpa 1906-1978, 2005
- Carlo Scarpa (1906-1978), 2006
- Verum ipsum factum. Il progetto di Carlo Scarpa per l'entrata dell'IUAV, 2006

## Fondo librario Mazzariol
L’archivio documentario personale, in particolare la corrispondenza, la raccolta di fotografie e altri materiali collegati alla sua attività di ricerca (questi ultimi depositati all’Archivio delle Ricerche), sono conservati alla Fondazione Querini Stampalia.
Una parte della biblioteca professionale di Mazzariol è conservata alla Biblioteca di Area Umanistica (BAUM) dell'Università Ca' Foscari Venezia ed è consultabile su richiesta.

## Retrospettive ed eventi dedicati
- Per Giuseppe Mazzariol, giornata di studio, Venezia, 11/05/1990
- Una Venezia possibile. Giuseppe Mazzariol e i grandi progetti per la città, Fondazione Querini Stampalia, Ateno veneto, 19-20/11/2014[7][8]
- Etica, creatività, città. Giuseppe Mazzariol e l’idea di Venezia, MAXXI, Sala Studio del Centro Archivi, 15/12/2015.[9]

## Riconoscimenti
- 1989 - Medaglia d'oro dei benemeriti della cultura
- Intitolazione postuma e fino al 2010, del Dipartimento di storia e critica delle arti di Venezia[10]

Gli sono intitolati anche una sala e una collezione di opere d'arte della Fondazione Querini Stampalia.

## Approfondimenti
- Manlio Brusatin, Wladimiro Dorigo, Giovanni Morelli (a cura di), Per Giuseppe Mazzariol, Roma, Viella, 1992, ISBN 9788885669215.
- C. Bertola (a cura di), Giuseppe Mazzariol 50 artisti a Venezia, Milano, Electa, 1992.
- M. Agazzi, F. Bizzotto (a cura di), Colore Segno Progetto Spazio. Giuseppe Mazzariol e gli incontri con gli artisti, Padova, Il Poligrafo, 2009.
- Giorgio Busetto (a cura di), Giuseppe Mazzariol e l'idea di Venezia:etica, creatività, città, Silvana Editoriale, 2014, ISBN 9788836630233.
- Laura Cerasi, "Qualcosa per Venezia". Giuseppe Mazzariol accademico, fra politica e cultura (PDF), su Giorgio Busetto (a cura di), Etica, creatività, città. Giuseppe Mazzariol e l'idea di Venezia, iris.unive.it, Milano, Fondazione Querini Stampalia - Silvana Editoriale, 2014,  pp. 58-71, ISBN 9788836630233.